# Löffelfamilie

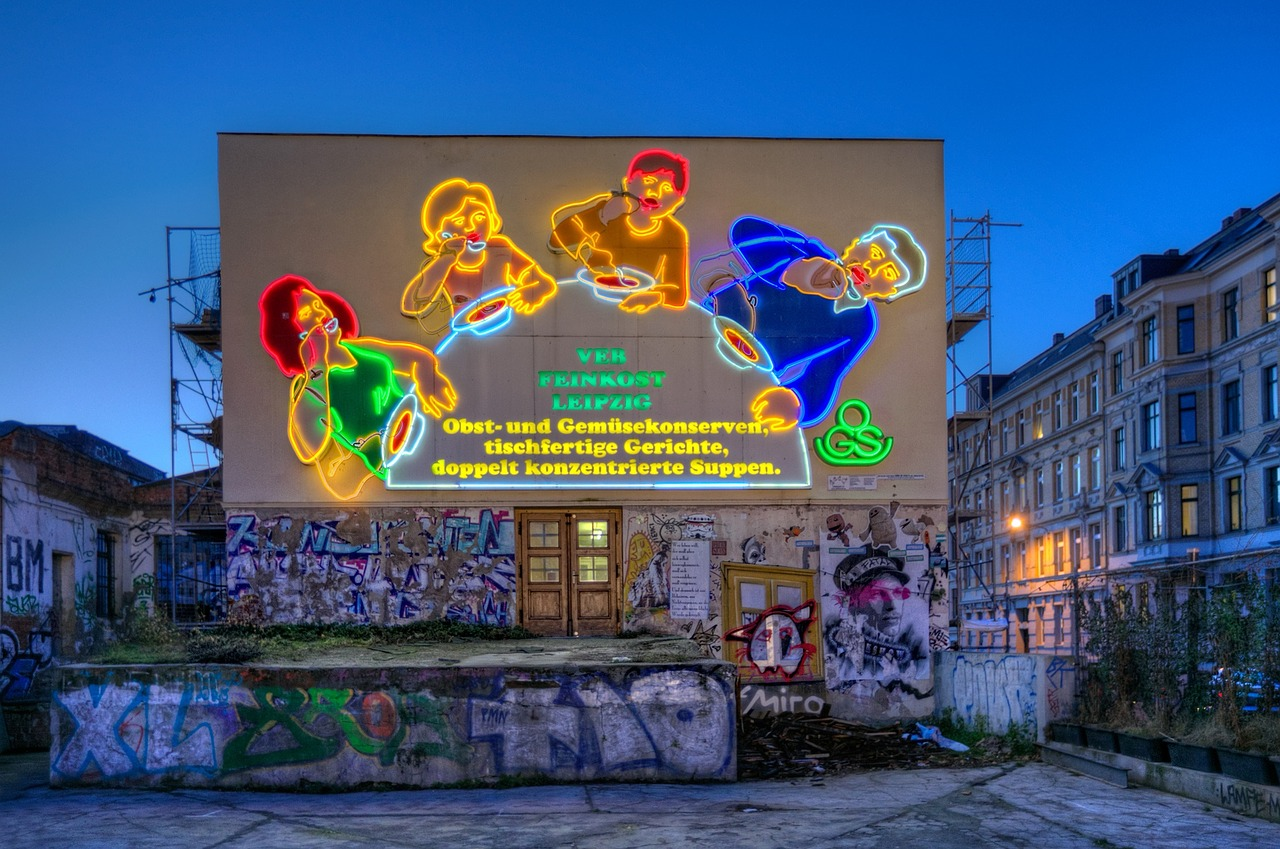
Die Löffelfamilie (2016)

Die Löffelfamilie ist eine historische Leuchtreklame mit Bewegungseffekt. Sie befindet sich im Leipziger Ortsteil Zentrum-Süd, Karl-Liebknecht-Straße 36, auf dem Gelände des ehemaligen VEB Feinkost Leipzig, dessen Produkten die Werbung galt. Seit 1993 steht die Anlage unter Denkmalschutz.

## Beschreibung
Auf einer Tafel von ca. 12 m Breite und 7 m Höhe ist eine Familie mit Vater, Mutter, Sohn und Tochter dargestellt, die um einen halbrunden Tisch sitzen und jeder einen Teller vor sich und einen Löffel in der Hand haben. Ihre Umrisse sind durch lineare farbige Leuchtelemente markiert. Durch regelmäßiges Umschalten der Leuchtelemente für Arme und Löffel zwischen einer Stellung zum Teller und einer zum Mund wird der Eindruck des unentwegten Löffelns erzeugt.
Es wurden für die Leuchtelemente in 197 Einzelteilen 194 Meter Glasrohr in den Farben Blau, Rot, Gelb, Grün und farblos verbaut. Die Leistungsaufnahme beträgt etwa 4,1 Kilowatt. Die tägliche Inbetriebnahme der Anlage für 90 Minuten nach Ende der Dämmerung erfolgt über eine spezielle Zeitschaltuhr und ist darüber hinaus auch über Mobiltelefon für drei Minuten kostenpflichtig möglich.

## Geschichte

### Die Errichtung der Löffelfamilie
Einer Legende zufolge soll der damalige Staatschef des kommunistischen Jugoslawiens Josip Broz Tito bei einem Staatstreffen mit dem Generalsekretär des ZK der SED Erich Honecker die triste Farbgestaltung der DDR angesprochen haben. SED-Chef Honecker veranlasste im Anschluss die Parteiinitiative „Leipzig – Stadt des Wassers und des Lichts“, um dem allgegenwärtigen Grau mit Farbe zu begegnen.
Im Rahmen dieser Kampagne wurden 1973 die beiden Grafiker Theo Hesselbarth und  Jürgen Mau (1941–2015) beauftragt, eine Leuchtreklame für den in der Karl-Liebknecht-Straße ansässigen VEB Feinkost zu entwerfen. Die aus Las Vegas (USA) bekannte Reklame „Go-West-Cowboy“ diente ebenso wie ein Porträt einer Familie aus dem Freundeskreis der Grafiker als Vorlage. Die technische Umsetzung realisierte 1975/76 die Produktionsgenossenschaft des Handwerks (PGH) Neontechnik und Anlagenbau, Leipzig, welche heute unter dem Namen NEL Neontechnik Elektroanlagen Leipzig GmbH firmiert.

### Der Erhalt der Löffelfamilie
Mit der Schließung des VEB Feinkost 1991 war kein Betreiber der Löffelfamilie mehr vorhanden, und sie begann zu verfallen. Das blieb auch so, nachdem ihr 1993 als erster Schritt der Erhaltungssicherung der Denkmalstatus zuerkannt worden war. Eine Bürgerinitiative machte es sich zur Aufgabe, die Löffelfamilie zu erhalten. 1996 wurde die IG Löffelfamilie (seit 2008 Löffelfamilie e. V.) gegründet. Eine groß angelegte Spendenaktion erbrachte 108.000 DM, darunter 20.000 DM von Konzernchef Arend Oetker, und die Sanierung durch die NEL Neontechnik Elektroanlagen Leipzig GmbH konnte beginnen. Am 29. Dezember 1999 wurde wieder „gelöffelt“.
Die laufenden Betriebskosten und eine weitere Sanierung der Anlage 2011 mit Umstellung der Hintergrundbeleuchtung auf LED-Technik machten es erforderlich, dass der Verein Löffelfamilie e. V., dem neben Einzelpersonen auch eine Reihe von Betrieben angehören, weitere Spenden einwerben musste und auch weiterhin auf solche angewiesen ist. Schließlich wurde deshalb auch zur bezahlten Einschaltung per Handy übergegangen.
Ein an der Häuserwand der Löffelfamilie angebrachtes Protestbanner gegen die Räumung des Black Triangles beschädigte im Frühjahr 2019 mehrere Leuchtröhren. Da die Täter unerkannt entkamen, folgte ein Spendenaufruf des Vereins, um die Reparaturkosten zu decken.